# Kate Foo Kune
Kate Jessica Kim Lee Foo Kune (* 29 de març de 1993 a Rose Hill) és una esportista mauriciana que competeix en bàdminton en la categoria individual. Cathy Foo Kune és la seva mare i Karen Foo Kune la germana.